# 徳井義実
徳井 義実（とくい よしみ、1975年〈昭和50年〉4月16日 - ）は、日本のお笑いタレント、俳優。お笑いコンビ・チュートリアルのボケ・ネタ作り担当。相方は福田充徳。吉本興業所属、NSC大阪校13期出身。『R-1ぐらんぷり2007』準優勝。京都府京都市出身。

## 略歴
京都府京都市山科区出身。菊の花幼稚園、京都市立修学院小学校、京都市立修学院中学校、京都府立北稜高等学校を経て花園大学文学部仏教学科を中退。
高校在学中、お笑い好きの同級生だった辻野と共に漫才コンビ「赤とんぼ」を結成。休憩時間にティーアップのネタをコピーして演じ好評を得たことで、学園祭でアマチュア音楽バンドと並んでオリジナルの漫才を披露した。多くの同級生らと一緒にサークル「上方芸能研究会」を発足、大人数で集団コント公演なども始める。課外活動として中学1年からバレーボールを続け高校で京都府大会ベスト8まで進出した。
大学を受験するも不合格となり、高校卒業後は河合塾京都校とNSCを両立させていた。4歳の頃からの幼馴染である福田充徳と河合塾へ通いつつ、お笑い甲子園で優勝していた瀬戸と共にNSCへ入学して「チューイング」名義で活動したが、卒業公演で初舞台を踏むも後に瀬戸が引退したことで一旦お笑いは諦め、大学へ進学する。徳井の芸歴はこの初舞台から数える。
大学在学中、黒服のアルバイトを務めていた祇園花月と同じビルのディスコでTBSの2時間サスペンスドラマが撮影され、エキストラとして出演しておりエンドロールに「徳井義実」と記された。大学1年時は仮面浪人していた。
1998年3月、将来の進路で迷っていた際に福田から誘われてコンビ「チュートリアル」を結成。同年5月、吉本興業所属となるべく大阪の劇場の若手芸人発掘オーディションに臨み初舞台を踏む。福田の芸歴はこの初舞台から数えるためコンビで芸歴の差がある。コンビ名は、2人が高校・浪人時代に通った河合塾の「チュートリアル」に由来する。
後述の不祥事のため芸能活動を2019年10月26日から自粛していたが、2020年2月24日に活動を再開。同年3月7日放送のラジオ番組『キョートリアル!コンニチ的チュートリアル』（KBS京都）に続き、CSのレギュラー番組『ライブを100倍楽しむLIVE YEAH!!』とBSのレギュラー番組『恋愛マルシェ』に出演し、8月26日放送の『東野・岡村の旅猿 プライベートでごめんなさい…』で地上波番組へ復帰した。10月に『今夜くらべてみました』、2021年4月に『しゃべくり007』へ復帰した。

## 個人活動
チュートリアルの漫才、コント、単独ライブ、VTR制作など全てを担当している。
コンビ結成当時から「わけわからんけど、わけわかる」を基本テーマとする。
ピンとしての活動は、2006年春・夏・秋公演、2007年春公演（うめだ花月）、2008年1月公演（baseよしもと）、2010年1月公演（新宿シアターモリエール）などの個人ネタライブがある。
テレビ朝日系『アメトーーク!』で複数回出演している企画は、家電に詳しい「家電芸人」、「絵心ない芸人」、「バイク芸人」、プロ野球の広島カープファンの「広島カープ芸人」など。アンチ巨人だった父親の影響もあり、カープの機動力と投手力に惹かれ9歳からカープファンになった。「市民球団として、カープなりの戦い方をずっと続けているところが応援のしがいがある」と話している。2012年5月13日にMAZDA Zoom-Zoom スタジアム広島にて始球式も行なった。映画『鯉のはなシアター』では緒方孝市前監督の妻である緒方かな子、娘で声優の緒方佑奈と共演している。
俳優としては映画『莫逆家族-バクギャクファミーリア-』で主演を務め、役作りとして髪の毛を金色に染めた上に加圧トレーニングで肉体改造を施し撮影に臨んだ。
TikTokで独自の作品を公開し、2021年4月にTikTokの「踊らないTikTok」キャンペーンのキャンペーンキャラクターに起用された。
2021年5月にYouTubeチャンネル『徳井Video』を開設。TikTokとYouTubeいずれも撮影と編集を自身で行なっている。

### 持ちネタ・キャラクター
ヨギータ
奇妙な外国人落語家。フルネームは「ヨギータ・ラガシャマナン・ジャワディカー」。片言の日本語で「性欲のバケモノやで!!」などと下ネタを織り交ぜながらトークを繰り広げる。スリランカ出身という設定だったが、のちに架空の「マサラ王国」出身へ変更。
このキャラクターで『笑いの金メダル』『なにわ人情コメディ 横丁へよ〜こちょ!』などに出演し、2006年度の『R-1ぐらんぷり』に出場して準決勝進出、2007年度には準優勝を収める。
六条たかや
2012年6月、親しい芸人である友近のツアー公演『水谷千恵子40周年記念公演』に、友近扮する演歌歌手「水谷千恵子」と同様、演歌歌手「六条たかや」として友情出演。英国歌手スティングのナンバーを「哀愁のイングリッシュマンインニューヨーク」というオリジナル和訳の歌詞で熱唱した。2016年1月にはNHKホールで開催された『水谷千重子キーポンシャイニング歌謡祭』に出演、5月に大阪フェスティバルホールで開催された同ライブにも出演。2017年4月には『水谷千重子キーポンシャイニング歌謡祭2017』の東京公演に、2018年9月には『水谷千重子キーポンシャイニング歌謡祭2018』、2019年３月には明治座での『水谷千重子50周年記念公演』、2021年6月には博多座での『水谷千重子50周年記念公演』に出演した。
鳥飼いずみ
『アメトーーク!』の番組内でリポートなどを担当する「テレビ朝日の女子アナウンサー」。
小園真理恵
中京テレビ『前略、大徳さん』で、ロケを担当する「福岡出身のフリーアナウンサー」。女子力が高く、ロケを目撃した一般人に「おっきい女子アナがいる」と驚かれることもしばしば。ドラマ『別れたら好きな人』にゲスト出演した。
高辻薫
中京テレビ『前略、大徳さん』で、ロケを担当する“東京生まれ東京育ちのバツイチ四十路”の女性華道家。
ポールダンス
2014年4月に放送された『今夜くらべてみました』SPの高額バイト体験企画で、2か月練習してポールダンスショーを披露した。
2015年3月にポールダンス講師のDianaとモデルのニコルらと共に『徳ダネ福キタル♪ SPECIAL LIVE』のステージで披露した。6月に『MISS POLE DANCE&POLE KING JAPAN2015』のエキシビションで、Dianaらとステージで披露した。7月に鴬谷フィルハーモニーで参加した『GANKE FES 2015』でも披露した。

### ユニット
エロ三羽烏
中川貴志・すっちーとのユニットで、ケンドーコバヤシが命名した。祇園花月で2か月に1回トークライブを開催していた。
鴬谷フィルハーモニー
2011年8月に友人らと「徳井バンド」として鶯谷で音楽ライブを開催し、のちに「鴬谷フィルハーモニー」として柏原収史・ABOTTOレオ・BON・ISAKICK（175R）らと活動。「夏月」「夏がゆくまえに」「表参道を」の3曲を配信限定で発売した。いずれの楽曲も徳井が作詞とボーカルを担当した。2014年はLIVE「初夜」を、1月に東京、4月に大阪で開催し、12月に柏原の地元山梨のフェス、GOGO ROCKに参加した。2015年は3月に『徳ダネ福キタル♪ SPECIAL LIVE』、7月に『GANKE FES 2015』に参加し、12月にワンマンライブ『性夜』を開催した。2016年は2月に『徳ダネ福キタル SPECIAL LIVE vol.2』、7月に『Wheels BIKERS ROCK CAMP 2016』に参加し、8月にワンマンライブ『盆』、10月にワンマンライブ『秋の鴬』、11月に『徳ダネ福キタル SPECIAL LIVE vol.3』を催し、ベトナム・ホーチミン市で開催された『2016ジャパンベトナムフェスティバル』に参加した。2017年は2月に『ジャパンエキスポタイランド2017』（タイ・バンコク開催）と『徳ダネ福キタル SPECIAL LIVE vol.4』（東京開催）に出演し、9月にワンマンライブ『欲情』を開催した。
2018年4月 - 5月にワンマンライブツアー『春は乱れて』、9月に『SWEET LOVE SHOWER 2018』 、『RESORT JAM 2018』（山梨）、10月に『京都随心院小野小町フェス』、『WONDER WORLD vol.32 』(大阪)、11月に『徳ダネ福キタル♪SPECIAL LIVE Vol.7』、『静岡産業大学 鳳翔祭』、12月にワンマンライブ『性歌隊』を開催した。
2019年2月に『徳ダネ福キタル♪ SPECIAL LIVE Vol.8』に出演し、3月にワンマンライブ『春は鴬』(名古屋)、6月に『百万石音楽祭〜ミリオンロック〜2019』に出演した。
Croissant Moon Shyness
『シブヤノオト』（NHK）の企画で結成された音楽ユニットで、番組MCの徳井と渡辺直美にひろせひろせ（フレンズ、nicoten）が加わった3人。
2019年9月7日放送の番組内で、初めてオリジナル楽曲『BTW 〜我、絶望の淵より蘇りし〜』を披露した。

### 吉本男前ランキング
2000年度から始まった吉本男前ランキングで、2002年度に4位に初登場して2003年度から2005年度まで3年連続1位となり、田村亮（ロンドンブーツ1号2号）に続いて2人目の殿堂入りとなった。

## 人物
- 身長178 cm、血液型はA型[8]。
- 小学生時代から広島東洋カープのファン。『アメトーーク!』の広島カープ芸人でリーダーを務めた。
- 2011年に大型自動二輪車免許を取得している。
- 動物好きであり、特に猫好きである。エルとミコ（フルネームはエルドレッドとミコライオ）と名付けた猫を2匹飼っている。名前はどちらも広島東洋カープに所属していた外国人選手に由来。2019年4月にペット系スタートアップのPETOKOTOへエンジェル投資家として参画。リターンを目的とした投資ではなく、動物への想いや取り組みに共感したと話している[9]。「ねこ自慢」ではゲストナビゲーターとして登場した。
- 時計好きで、2018年4月にスイスのEDOXから自身がプロデュースした別注ウォッチ「DELFIN TOMIYA スペシャルエディション」が発売された。
- 同期の小沢一敬（スピードワゴン）らと草野球チームを組んでいる。
- 2015年から小沢と同期の放送作家の友人と3人で一軒家を借りシェアハウスした。各々は自宅があり、徳井は猫を飼っており使用頻度は高くなかった。2020年春にコロナ禍で密集を回避するため解消した。
- NSC大阪校13期出身だが卒業してからデビューまでブランク [10]があり、芸歴は後輩のフットボールアワーやロザンらと互いにタメ口である[11]。半年後輩の後藤輝基（フットボールアワー）は当初敬語であったが、「もう同期でええやん」と徳井に言われて以降はタメ口だと『ロンドンハーツ』などで語っている。
- 新R25の恋愛による連載企画「モテ凸」にて「マスコミによる恋愛の噂は、だいたい2、3割はウソですね」や、「エロ本や女性の経験から芸を学んだ」などと語っている[12]。

## 不祥事
2019年10月23日、法人所得3年分約1億1800万円の無申告を東京国税局が指摘したとFNNのほか各媒体が報じた。同日夜に謝罪会見を開き、2016年 - 2018年に申告していなかったことは事実と認めた。税理士から申告するよう連絡を受け、納税の作業をすると返事をしたが、ルーズな性格で伸ばし伸ばしになって来年まとめて払おうと考えてここまできてしまったと経緯と理由を説明し、修正申告分は18年12月に納税したと述べた。
10月24日には数年前にも国税局から2015年までの所得について無申告を指摘されており常習性があると、FNNニュースが続報してほか各媒体も報じ、10月25日には朝日新聞が法人税約3700万円のほかに、消費税と源泉所得税計約6500万円の追徴課税も受けていたことを報じた。これら報道をうけて10月26日付で芸能活動を自粛した。

## 賞レース成績・受賞歴など

### R-1ぐらんぷり
- 2007年 R-1ぐらんぷり2007 決勝2位
- 2012年 R-1ぐらんぷり2012 決勝3位

## 出演
単独出演作品を記載。コンビの出演歴はチュートリアルを参照。

### テレビバラエティ

#### レギュラー番組
現在の出演番組
- よんチャンTV（2023年4月 - 、毎日放送）- 木曜隔週レギュラー [注 3]
- せやねん!（毎日放送、2023年5月6日 - ）[注 4]

過去の出演番組
- VOLLEYBALL NATION（フジテレビ）
- 妄想ガールズコレクション（2011年4月 - 6月、関西テレビ）
- 土ようマルシェ（2011年4月 - 2012年3月、NHK総合）
- 芸能★BANG+（2011年10月 - 2012年7月、日本テレビ）
- 超再現!ミステリー（2012年4月 - 8月、日本テレビ）
- アシタスイッチ（2012年10月 - 2013年3月、TBS）
- 暮らしに役立つ!家電の学校（2011年10月 - 2013年3月、BSジャパン）
- 前略、大徳さん（2013年11月 - 2019年10月20日、中京テレビ）- MC
- 妄想の王子様（2013年12月2日・9日・16日・23日（全4回)、テレビ東京)[19]
- 暮らしの学校〜もっと知りたい!住まいと家電〜（2013年4月 - 2014年3月、BSジャパン）
- トコトン掘り下げ隊!生き物にサンキュー!!（2014年5月 - 2018年9月、TBS）- 松嶋尚美と共同MC
- 球辞苑（2014年8月11日・11月14日・2015年4月 - 2019年3月、主にプロ野球のシーズンオフに放送、NHK-BS1）[20]
- 噂にアタックNo.1（2015年4月 - 9月、フジテレビ）
- シブヤノオト（原則月1回日曜日放送：2016年4月24日 - 2019年3月3日、毎週日曜日放送：2019年4月7日 - 11月3日、NHK総合テレビジョン）渡辺直美と共同MC[21]
- ニッポンのぞき見太郎 （2016年4月 - 9月、関西テレビ・フジテレビ）
- 徳井バズる（2016年7月 - 9月、(月1ペース) 毎日放送）
- 人生最高レストラン（2017年1月 - 2019年10月 TBS）- MC[注 5][22]
- 人間ってナンだ?超AI入門（2017年10月 - 12月、NHK Eテレ）- MC
  - 人間ってナンだ?超AI入門 シーズン2（2019年1月 - 3月、NHK Eテレ）- MC
- ダブルベッド（不明 - 2019年10月24日、TBS） スタジオキャスト[注 6]
- TERRACE HOUSE TOKYO 2019-2020（2019年5月配信 - 11月26日配信 Netflix、2019年6月 - FOD、2019年7月 - フジテレビ）スタジオメンバ
- 衝撃のアノ人に会ってみた!（2015年11月15日第1弾 - 2019年3月3日第10弾、レギュラー放送：2019年4月3日 - 2019年11月6日、日本テレビ）桝太一と共同MC2019年11月6日放送は姿は映らなかったが司会としての声は放送、次回の2019年11月20日放送から出演自粛し、2020年3月18日、レギュラー放送終了
- ビニールハウス～恋愛促成栽培～（2019年4月 - 2019年10月、BSフジ）小沢一敬と共同MC　2019年11月に降板後、復帰することなく2020年9月に番組終了。2020年10月より『恋愛マルシェ』にリニューアル。
- 今夜くらべてみました（2012年7月 - 2019年10月23日、2020年10月14日 - 2022年3月16日､日本テレビ）後藤輝基、SHELLY、指原莉乃と共同MC 2019年10月30日放送から出演自粛していたが2020年10月14日放送より復帰[23]。
- 恋愛マルシェ（2020年10月4日 - 2022年10月1日）[24]、BSフジ）小沢一敬と共同MC 毎週土曜24:00 - 24:30[25]
- スリルな夜・イケメン合衆国（2007年、フジテレビ）
- すぽると!（金曜日レギュラー、フジテレビ）
- テラスハウス（2013年4月 - 2014年9月、フジテレビ）- スタジオコメンテーター
- TERRACE HOUSE BOYS & GIRLS IN THE CITY（2015年10月 - 2016年10月、フジテレビ）- スタジオコメンテーター
- TERRACE HOUSE ALOHA STATE（2016年11月 - 2017年9月、フジテレビ）- スタジオコメンテーター
- つなげリオへ!噂にアタックNo.1（2016年4月 - 7月、フジテレビ）
- TERRACE HOUSE OPENING NEW DOORS（2018年1月 - 2019年3月、フジテレビ、Netflix）- スタジオメンバー

#### 特別番組
＊MCもしくはメインキャスト
- 陣内智則のイケメン5（2006年 - 2011年、朝日放送） 年に1、2回放送
- エロスはじめました（2008年9月5日、読売テレビ）
- ばりモテ!（2010年9月4日、テレビ朝日）
- 恋するマジロン（2011年1月3日、日本テレビ）
- そのとき、みんなテレビを見ていた!（2011年7月24日、NHK総合）
- 今田耕司の嫁探しSP!（2011年7月31日、日本テレビ）
- 即決!美テイクアウト（2011年12月26日、TBS）
- 徳井義実の大晦日（2012年1月19日、関西テレビ）
- 最終警告!人間VS自然災害SP（2012年10月2日、テレビ東京）
- 徳井義実のチャックおろさせて〜や（「春の催し」2013年3月15日、「夏の催し」7月19日、「クリスマスの催し」12月20日、「1周年の催し」2014年3月28日、「第6回」2015年3月27日、「第7回」2016年10月22日 BSスカパー!）
  - 徳井義実のチャックおろさせて〜やZ（秋の収穫祭）（2014年11月7日、BSスカパー）
- 家計防衛検定!お金を守るTV（2013年6月1日、日本テレビ）
- 徳井☆友近のぶらり途中キャラの旅（「in熊本」2013年11月、熊本県民テレビ・「in秋田」2015年3月14日、秋田放送）
- ウワサは誤報か真実か ガセデマコレクション（2014年4月16日、TBS）
- 24時間テレビ（2014年8月30日・31日、中京テレビ）- メインパーソナリティ）
- だから事件は起きている〜警察密着24時外伝〜（2014年10月4日、テレビ東京）
- ニッポンうろおぼえトラベルin山形（2014年12月17日・2015年12月19日、山形放送）
- ジャパンメイドで世界を旅できるか!?（2015年1月4日、フジテレビ)
- しあわせマジック（2015年1月24日、テレビ東京)
- 世界72億人まとめTV（2015年6月14日、フジテレビ）
- 徳井・綾部の米俵でおねだり旅〜京美女編〜（2015年11月8日、フジテレビ）
- 恋愛バラエティ「但し、○○に限る。」（2016年3月17日、日本テレビ）
- 関根&徳井の妄活のススメ（2016年3月19日・2017年1月1日、中京テレビ）
- お見合いTHEワールド〜ニッポン大好き外国人とヤマトナデシコ〜（2016年6月5日、テレビ東京）
- 今田・徳井のガチ婚活!?九州美女探しツアー（2016年8月20日、FBS福岡放送）
- 今夜はEATグッと（2016年9月3日、TBS）
- グルマンズカフェ（2016年9月4日、TBS）
- なかなか言えないあのセリフ言ってみたらこうなった!（2016年12月11日、フジテレビ）
- コスパの神様〜あなたの人生の一大イベントを低予算で豪華に〜（2016年12月18日、日本テレビ）
- 徳井・小沢の哀しみシェアハウス 人生こんなはずじゃなかったのに!（2017年1月1日、朝日放送）
- 大木・徳井の今、こんなコトになってんスカ!?（2017年3月4日、中京テレビ）
- 金のなる木は見分けられる?黒字のタネ赤字のタネ（2017年3月19日、日本テレビ）
- たった1問で分かる!カリスマテスト（2017年5月14日、日本テレビ）
- 世界東西まっぷたつ!クギヅケ映像バトル（2018年1月19日、テレビ朝日）
- アリなの?ナシなの?田舎セレブ（2018年2月3日・9月29日、朝日放送）
- ザ・パワーマップ!〜アノ業界のリアルな力関係が一目瞭然〜徳井vs芸能界の裏側（2018年5月1日、日本テレビ）
- 人間ってナンだ?超ゲノム入門（2018年9月28日、NHK Eテレ）
- アローンな男のたまらん女（2018年9月28日、MBS）
- その節はお世話になりました（2018年10月13日、フジテレビ）
- 妄想不動産（2019年1月15日、テレビ朝日）
- BSテレ東4K放送スタート記念『世界遺産で結婚しよう!』（2019年1月15日、BSテレ東）
- 日曜ビッグバラエティ新幹線の窓から見えた あの“変なの”何だ!?（2019年1月20日、テレビ東京）
- 来ちゃった（2019年1月23日、テレビ朝日）
- 超スゴい！クイズ若冲（2019年3月19日、NHK総合）
- もっと YATTE-MIKKA! 〜徳井と小沢のゲーム旅〜（2019年3月29日、BSスカパー!）
- ビューティープライド〜美しきメイクの戦い〜（2019年4月13日・9月15日、日本テレビ）
- さよなら!アローン会（2019年5月4日、NHK総合）[注 7][26]
- 一撃!メロメロワード（2019年7月27日、TBS）
- 億女のヒミツ（2019年8月10日、関西テレビ）
- 徳井又吉の哀歌エレジー（2019年8月14日、ABC）
- ポロリ記念館（2019年9月20日、テレビ朝日）
- チュートリアル徳井のホー厶パーティー 西の若手が東京にやってきた（2023年5月21日、BSよしもと）[27]
- 徳井義実のTHE GENTLE〜その気まずい瞬間、紳士に笑わせろ〜（2023年9月3日、関西テレビ）- MC[28]
- まじもん!「オフ旅」（RKB毎日放送）[29]
  - 第1弾 in北九州（2023年4月26日）
  - 第2弾 in福岡糸島（2023年5月24日）
  - 第3弾 in油山（2023年8月9日）
  - 第4弾 in糸島（2023年11月15日）
- 極上!徳井キャンプ飯in沖縄（2024年5月4日、ABCテレビ）[30]
- こすとくっきー!仲良し同期の別府プライベート旅（2024年5月25日、テレビ大分）[31]
- 世も末ショートドラマ劇場（2024年10月16日、朝日放送テレビ）- MC[32]

#### クイズ番組
- ネプリーグ (2007年3月26日-2012年2月6日、準レギュラー、フジテレビ)

#### ドラマ
- 月曜ドラマスペシャル・一色京太郎事件ノート 京都花街連続殺人事件（1997年6月23日、TBS）
- 乱歩R 第8話（2003年3月1日、読売テレビ） - 警備員 役
- 伊沢鉄工所（2003年3月22日、朝日放送）
- 恋っすか!?GO!GO!（2003年4月、毎日放送）
- ほーむめーかー（2004年4月 - 6月、TBS） - 島貫文彦 役
- アンナさんのおまめ（2006年10月 - 12月、テレビ朝日） - 間三平 役
- イブの夜はドラマやん!〜真実のキス〜（2006年12月24日、毎日放送） - 本間貴俊 役
- 無理な恋愛（2008年4月 - 6月、関西テレビ・MMJ） - 東海林龍彦 役
- RESET（2009年1月15日、読売テレビ） - 徳井義実 役
- 派遣のオスカル〜少女漫画に愛をこめて（2009年8月 - 10月、NHK） - 五十嵐暁生 役
- 連続ドラマ小説 木下部長とボク 第1話「幸せ呼ぶ無責任男奇跡の遅刻早退伝説」（2010年1月14日、読売テレビ） - 和田純 役
- 土曜ワイド劇場・愛と死の境界線 〜隣人との悲しき争い〜（2011年3月26日、朝日放送） - 市村拓也 役
- カレ、夫、男友達 （2011年11月 - 12月、NHK）- 熊木圭介 役
- 世にも奇妙な物語'13 春の特別編『階段の花子』（2013年5月11日、フジテレビ）- 主演・相川英樹 役
- 長谷川町子物語〜サザエさんが生まれた日〜（2013年11月29日、フジテレビ）- アズママナブ 役
- 溺れる女たち〜ミストレス〜（2014年3月 - 5月、Dlife）海外ドラマのナビゲーターとして毎回本編放送前に登場。第4話ではゲスト声優としても出演。
- Nのために（2014年10月 - 12月、TBSテレビ） - 野口貴弘 役
- 容疑者は8人の人気芸人（2015年4月18日、フジテレビ） - 本人 役
- 別れたら好きな人 第24話（2015年10月30日、東海テレビ・フジテレビ系） - 小園真理恵 役[33]
- 私 結婚できないんじゃなくて、しないんです（2016年4月 - 6月、TBSテレビ） - 桜井洋介 役[34]
- セシルのもくろみ（2017年7月 - 9月、フジテレビ） - 安原トモ 役
- ドルメンX（2018年3月 - 4月、日本テレビ） - 羽多野社長 役
- 大阪環状線 Part4 ひと駅ごとのスマイル #04【西九条編】（2018年11月3日、関西テレビ） - 憲吾（シングルファーザー）役
- いだてん〜東京オリムピック噺〜（2019年、NHK） - 大松博文 役[35]
- ケイ×ヤク-あぶない相棒-（2022年1月13日 - 3月17日、読売テレビ・日本テレビ系） - 田口晶 役[36]

#### CM
- アサヒ飲料 家電芸人イチオシ!家電プレゼントキャンペーン（2009年9月 - 11月）
- パナソニック エコナビ（ECONAVI）（2009年9月 - 2010年5月）
- カプコン モンスターハンターポータブル （2010年11月 - 2011年）
- キシリクリスタル（2011年）
- インテル東芝共同 Ultrabook スペシャルプレゼンテーター（2011年12月）
- YUKI『POWERS OF TEN』（10周年記念アルバム）TVCM（2012年2月）
- エディオン（2013年 - 2019年10月）
- 日清焼そばU.F.O.（2014年）
- カルピス「カルピス オアシス」（2015年4月 - 終了）
- マネーフォワード（2015年6月 - 終了）
- キャビスパ - キャビスパ大使就任（2015年6月 - 終了）
- オカモト（2015年12月 - 終了)
- スクウェア・エニックス スクールガールストライカーズ（2016年7月 - 終了）
- 花王 「アジエンス」（2016年9月 - 終了）[37]
- Honda「フリード」（2016年9月 - 2019年10月）[38]
- 東京西川「Luno(ルーノ)」（2017年1月 - 終了）
- SPIC「Lypo‐C（リポカプセル）ビタミンC」WEB CM（2020年9月）[39]

### 映画
- ガキンチョ★ROCK（2003年）人気歌手・玉手ゴロー 役
- YOSHIMOTO DIRECTOR'S 100 〜100人が映画撮りました〜・nijiko（2007年） - 主演・虹子 役（監督も兼務）
- 天国はまだ遠く（2008年） - 主演・田村遥 役（加藤ローサとW主演）
- ドラえもん 新・のび太の宇宙開拓史（2009年） - ダウト 役（声の出演）
- お墓に泊まろう!（2010年）
- 莫逆家族-バクギャクファミーリア-（2012年） - 主演・火野鉄 役
- 遠くでずっとそばにいる（2013年）
- ナイト ミュージアム/エジプト王の秘密（2015年） - ランスロット〈ダン・スティーヴンス〉役（日本語吹き替え版）[40]
- テラスハウス クロージング・ドア 禁断の副音声版（2015年）[41]
- マンガ肉と僕（2016年）[42]
- 恋と嘘（2017年） - 四谷大輔 役[43]
- 鯉のはなシアター（2018年） - 主演・徳澤 役
- 劇場版ドルメンX（2018年） - 羽多野社長 役
- 劇場版シティーハンター 新宿プライベート・アイズ（2019年） - コニータ 役（特別出演/声の出演）[44]
- キスカム!〜COME ON,KISS ME AGAIN!〜（2020年） - （特別出演）
- 半径1メートルの君～上を向いて歩こう～「やさしい人」（2021年2月26日、KATSU-do）[45]
- 凪の島（2022年8月19日、スールキートス）- 島尾純也 役[46]
- くすぶりの狂騒曲（2024年12月13日、イオンエンターテイメント / 吉本興業） - 名越総一郎 役[47]

### 配信番組
- TERRACE HOUSE（2015年9月 - 2019年、Netflix）- スタジオメンバー
- DTテレビ（2017年10月14日 - 2019年10月、AbemaTV）- MC[48]
- 妄想不動産（2018年12月2日、 AbemaTV）
- 妄想中毒（2019年2月17日 - 3月31日、AbemaTV）
- PEEK CAR BOO(ピーカーブー)（2021年8月5日 - 視聴終了、ABEMA）[49]
- ビーチボーイズに憧れて（2023年12月15日‐、フジテレビオンデマンド）

### DVD
- ダイナマイト関西2006 〜オープントーナメント大会〜大喜利王決定戦
- R-1ぐらんぷり2006
- R-1ぐらんぷり2007
- うめだ花月2周年記念DVD永久保存版
- 人志松本のすべらない話 其之参
- 初回限定!やりすぎコージーDVDBOX3
- やりすぎコージーDVDBOX8
- やりすぎコージーDVD6 明るい所ではしゃべれない天王洲猥談
- やりすぎコージーDVD15 明るい所ではしゃべれない天王洲猥談 第2談
- アンナさんのおまめ DVD-BOX（テレビドラマ）
- 無理な恋愛 DVD-BOX（テレビドラマ・2008年）
- アメトーークDVD1（家電芸人）
- アメトーークDVD4（ハンサム芸人）
- アメトーークDVD18（絵心ない芸人、女の子大好き芸人）
- アメトーークDVD25（下ネタ大好き芸人、特典映像（芸人の新ルールを考えよう第2弾））
- アメトーークDVD26（広島カープ芸人、絵心ない芸人第2弾、特典映像（夢トーーク！））
- アメトーーク!BEST ゴールド（女の子大好き芸人）
- アメトーーク!BEST シルバー（絵心ない芸人）
- 天国はまだ遠く（映画・2009年）
- 派遣のオスカル（テレビドラマ・2010年）
- 友近プレゼンツ 水谷千重子 演歌ひとすじ40周年記念リサイタルツアー
- 10thアニバーサリー R-1ぐらんぷり2012
- IPPONグランプリ 01
- IPPONグランプリ 06
- カレ、夫、男友達（テレビドラマ）
- アメトーークDVD25（下ネタ大好き芸人、芸人の新ルールを考えよう第2弾（特典映像））
- アメトーークDVD26 (広島カープ芸人、絵心ない芸人第2弾、夢トーク（特典映像））
- 莫逆家族（映画）
- 世にも奇妙な物語 〜2013春の特別編〜
- 遠くでずっとそばにいる（映画）
- 下田美咲って誰?
- IPPONグランプリ 8
- IPPONグランプリ 10
- Nのために（テレビドラマ・2014年）
- ナイト ミュージアム/エジプト王の秘密（映画）（日本語吹き替え版）
- テラスハウス クロージング・ドア（映画）（禁断の副音声版）（2015年）
- 容疑者は8人の人気芸人（テレビドラマ）
- IPPONグランプリ 13
- マンガ肉と僕（映画）
- 恋と嘘（映画）
- 劇場版ドルメンX（映画）
- 大河ドラマ いだてん 完全版 DVD-BOX ４（ドラマ・2019年）

### 雑誌連載
連載中
- タンデムスタイル（徳井義実のキャンプライダーへの道）

連載終了
- GetNavi（チュートリアル・徳井義実の「ひとり宣伝部」2014年7月号 - 2018年5月号、「お得意さん」2018年7月号 - 2019年6月号）
- 日経エンタテインメント!（チュートリアル徳井義実の女性はみんなプリンセス、- 2018年3月号最終回）

### インターネットメディア
- PETOKOTO MEDIA（連載『徳井義実の「猫と女」』）- 2019年4月24日・6月25日・8月8日（全3話）

### PV
- コブクロ「5296」（PVは男泣きがテーマ。出演したのは他に水嶋ヒロ、緒形直人）
- FUNKY MONKEY BABYS「桜」（同曲のジャケットにもアップの写真が使われている）
- アシュラシンドローム「男が女を唄うとき」

### 舞台
- スジナシBLITZシアターVol.4（2016年9月12日 - 9月14日、赤坂BLITZ）
- a live house～そこから星が見えますか?～（2019年9月21日・22日、CBGKシブゲキ!! / 2019年10月5日・6日、ABCホール）
- PARCO produce「東京ゲゲゲイ歌劇団 vol.IV『キテレツメンタルワールド』」（2020年9月27日18:00開演回） - ゲスト出演
- BOOK ACT「芸人交換日記」（2021年1月8日、ヒューリックホール東京）

### ラジオ
現在の出演番組
- キョートリアル!コンニチ的チュートリアル（KBS京都）- 毎週土曜レギュラー
- チュート徳井・レイクレてっちゃんのA Music Chance（毎日放送）- 毎週土曜レギュラー[50]

過去の出演番組
- ゴーJ!（ - 2008年1月12日、毎日放送）- 準レギュラー

### CD参加作品
- POLYSICS「15th P」（2012年2月29日、キューンレコード）
- 川越シェフ「お米のおはなし/カレーライス学校」お米のおはなし作詞、裏ジャケット写真撮影（2012年4月25日、フォーライフミュージックエンタテイメント）